# Rangaeris
Rangaeris – rodzaj roślin z rodziny storczykowatych (Orchidaceae). Epifity lub litofity występujące w Afryce w takich krajach jak: Angola, Kamerun, Kongo, Demokratyczna Republika Konga, Gwinea Równikowa, Gabon, Ghana, Gwinea, wyspy Zatoki Gwinejskiej, Wybrzeże Kości Słoniowej, Kenia, Liberia, Malawi, Mozambik, Nigeria, Rwanda, Sierra Leone, Tanzania, Uganda, Zambia, Zimbabwe oraz czterech prowincjach RPA: KwaZulu-Natal, Przylądkowa Zachodnia, Przylądkowa Północna, Przylądkowa Wschodnia.

## Morfologia
PokrójRośliny zielne o krótkiej lub długiej łodydze całkowicie pokrytej trwałymi nasadami liśćmi. Korzenie wyrastają wzdłuż łodygi naprzeciw liści, są raczej grube, nierozgałęzione lub słabo rozgałęzione.
LiścieLiście skórzaste, równowąskie lub podługowate, asymetrycznie wcięte na wierzchołku.
KwiatyKwiatostany zwisające lub rozpościerające się, zwykle luźne, ze stosunkowo nielicznymi kwiatami. Kwiaty małe do stosunkowo dużych, zwykle białe lub żółtawe. Szypułka i zalążnia dłuższa od przysadki. Listki okwiatu wolne, podobne do siebie, rozpostarte do odgiętych. Warżka całobrzega lub nieznacznie trójklapowa, ze zwisającą, nitkowatą ostrogą. Prętosłup krótki do długiego, nagi lub omszony. Pylnik kapturkowaty. Pyłkowiny dwie, gruszkowate, z dwiema uczepkami równowąskimi lub lancetowatymi. Tarczka nasadowa (łac. viscidium) stosunkowo duża, podłużna lub sercowata.

## Systematyka
Rodzaj sklasyfikowany do podplemienia Angraecinae w plemieniu Vandeae, podrodzina epidendronowe (Epidendroideae), rodzina storczykowate (Orchidaceae), rząd szparagowce (Asparagales) w obrębie roślin jednoliściennych.
Wykaz gatunków
- Rangaeris longicaudata (Rolfe) Summerh.
- Rangaeris muscicola (Rchb.f.) Summerh.
- Rangaeris trilobata Summerh.